# Dipsas indica
Dipsas indica este o specie de șerpi din genul Dipsas, familia Colubridae, descrisă de Laurenti 1768.

## Subspecii
Această specie cuprinde următoarele subspecii:
- D. i. indica
- D. i. petersi
- D. i. ecuadoriensis
- D. i. bucephala
- D. i. cisticeps